# 연창궁주
연창궁주 노씨(延昌宮主 盧氏, ? ~ 1048년 음력 3월 16일)는 고려의 제10대 왕 정종의 제5비이다.

## 생애
《고려사》〈열전〉의 연창궁주 편에는 그녀의 가계에 대해 "미상(未詳)" 이라고만 기록하고 있다. 따라서 아버지가 누구인지, 출신지나 본관이 어디인지 전혀 알 수 없다.
언제 입궁했는지는 분명하지 않다. 처음에 정종이 그녀의 아름다움에 대한 이야기를 듣고 입궁시켰으며, 이후 정종의 총애를 받게 되었다. 문종은 즉위한 후 선왕 정종의 유교를 지키기 위해, 노씨에게 연창궁을 하사하였다. 당시 문하성과 어사대에서는 이에 대해 "노씨는 예(禮)로써 맞이하지 않았으며, 또 선왕의 난명을 따르는 것은 불가합니다."라며 반대하였다. 하지만 문종은 끝내 대신들의 반대를 들어주지 않았다.
1048년(문종 2년) 음력 3월 16일에 사망하였다. 호는 연창궁주(延昌宮主)이다. 올려진 시호 등은 없으며, 능은 어디인지 기록되어 있지 않아 알 수 없다. 소생은 없었다.

## 가족 관계
- 남편 : 제10대 정종(靖宗, 1018~1046 재위: 1034~1046)